# Lidija Lijić Vulić
Lidija Lijić Vulić (Split, 26. listopada 1981.) hrvatska je športašica i rekorderka u ronjenju na dah.

## Ronilačka karijera
Svjetska je i europska prvakinja u ronjenju na dah. U svojoj ronilačkoj karijeri je pet puta rušila svjetske rekorde, obarala je i svjetski rekord u dinamici ispod leda, vlasnica je rekorda u najvišem zaronu u Himalaji. Četiri puta je nominirana za sportašicu godine - Hrvatski olimpijski odbor, dobitnica ja nagrade za najbolju Outdoor sportašicu 2020. godine te nagrade Splitski cvit dodijeljene 2020. godine. Aktivno se bavi slobodnim penjanjem, zrakoplovstvom, alpinizmom, jahanjem. Članica je hrvatske ronilačke reprezentacije. 
Najistaknutiji usponi:
- Mont Blanc 4.808 m  - Alpe
- Kilimandžaro 5.885 m  - Afrika
- Grossglockner 3.798 m - Alpe
- Gran Paradiso 4.061 m  - Alpe
- Annapurna, bazni kamp 4.130 m - Himalaja

## Ronilački uspjesi

### 2005.
- 1st Apnea Submania cup, Zagreb  
  - 3. mjesto - dinamika s perajama (DYN)
  - 2. mjesto - statika (STA)
  - 3. mjesto total

### 2006.
- Mad Cup, Maribor
  - 2. mjesto, srebrna medalja – dinamika bez peraja (DNF)
  - 2. mjesto, srebrna medalja – dinamika s perajama (DYN)
  - 2. mjesto - total
- 2nd Apnea Submania cup, Zagreb 
  - 2. mjesto, srebrna medalja - statika (STA)
  - 2. mjesto, srebrna medalja – dinamika s perajama (DYN)
  - 2. mjesto total
- Nominacija za sportašicu 2006. godine Adventure sport portala

### 2007.
- Mad Cup, Maribor
  - 3. mjesto - statika (STA)
  - 3. mjesto - total
- AIDA svjetsko prvenstvo Maribor, Slovenija 
  - 5. mjesto - dinamika - Hrvatski rekord (DYN)
- 3rd Submania Apnea Cup, Zagreb 
  - 1. mjesto, Zlatna medalja - dinamika bez peraja (DNF)
  - 3. mjesto - statika (STA)
  - 2. mjesto total
- Član Hrvatske reprezentacije ronjenja na dah

### 2008.
- Prvenstvo Hrvatske 
  - Sisak DYW - 2. mjesto – dinamika s perajama (DYN)
- Prvenstvo Hrvatske Vis, Jump blue (JB)
  - Svjetski rekord CMAS – Jump Blue (JB)
- 4th Apnea Submania Cup, Zagreb
  - 1. mjesto, hrvatski rekord  - dinamika bez peraja (DYN)
- AIDA svjetska ljestvica (world ranking)
  - 4. mjesto
- 1. Europsko prvenstvo Antalya, Turska 
  - 1. mjesto, Jump Blue (JB), zlatna medalja,
  - Svjetski rekord Jump Blue (JB)
- Nominacija za sportašicu godine - Hrvatski olimpijski odbor
- 1. kategorija sportaša - Hrvatski olimpijski odbor

### 2009.
- Državno prvenstvo, Split  
  - 1. mjesto, zlatna medalja dinamika s perajama (DYN)
- Svjetski rekord Jump Blue (JB) (neslužbeno), Novi Vinodolski
- Svjetsko prvenstvo Aarhus, Danska 
  - 1. mjesto, zlatna medalja - dinamika s perajama (DYN)
- KUP Njemačke, Wiessbaden
  - 1. mjesto, zlatna medalja - hrvatski rekord - dinamika bez peraja (DYN)
  - 1. mjesto, zlatna medalja – statika (STA)
  - 1. mjesto - total
- 5th Apnea Submania Cup, Zagreb
  - 1. mjesto, zlatna medalja, Hrvatski rekord - dinamika bez peraja (DYN)
- Europe Evolution Cup, Lignano, Italija 
  - 1. mjesto, zlatna medalja - dinamika bez peraja (DNF)
- Nominacija za sportašicu godine - Hrvatski olimpijski odbor
- 1. kategorija sportaša - Hrvatski olimpijski odbor
- Izbor sportašice Grada Zagreba

### 2010.
- 2. Europsko prvenstvo Tenerife, Španjolska
  - Svjetski rekord Jump Blue (JB)
  - 2. mjesto, srebrna medalja - Jump Blue (JB)
  - 2. mjesto, srebrna medalja – dinamika s perajama (DYN)

### 2011.
- Otvoreno prvenstvo županije, Split – DYF
  - 1. mjesto, zlatna medalja - dinamika s perajama (DYN)
- 5. Otvoreno prvenstvo Srbije u ronjenju na dah – MARES
  - 1. mjesto, zlatna medalja – dinamika s perajama (DYN)
  - 1. mjesto, zlatna medalja - statika (STA)
- Svjetsko prvenstvo Tenerife, Španjolska
  - Svjetski rekord Jump Blue (JB)
  - 2. mjesto, srebrna medalja - Jump Blue (JB)
- 7rd Submania Apnea Cup, Zagreb
  - 1. mjesto, zlatna medalja – dinamika s perajama (DYN)
  - 1. mjesto, zlatna medalja – statika (STA)
  - 2. mjesto, srebrna medalja – dinamika bez peraja (DNF)
- Nominacija za sportašicu godine - Hrvatski olimpijski odbor
- Nominacija za sportašicu Grada Zagreba

### 2012.
- Otvoreno prvenstvo županije, Split 
  - 1. mjesto, zlatna medalja – dinamika s perajama (DYN)
- Državno prvenstvo Hrvatske, Zagreb
  - 1. mjesto, zlatna medalja – dinamika s perajama (DYN)
- Državno prvenstvo Hrvatske, Dubrovnik
  - 1. mjesto, zlatna medalja – Jump Blue (JB)
- 3. Europsko prvenstvo Antalya, Turska
  - 2. mjesto, srebrna medalja - Jump Blue (JB)

### 2013.
- Individualno AIDA bazensko Svjetsko prvenstvo, Beograd
  - 4. mjesto (preko dužine hrvatskog rekorda važećeg prije natjecanja) - DYN

## Svjetski rekordi
= označava izjednačenje svjetskog rekorda
██ neslužbeni/nepriznat rezultat
| Disciplina    | Organizacija | Rezultat | Datum i mjesto               |
| ------------- | ------------ | -------- | ---------------------------- |
| JB            | CMAS         |          | 2008.                        |
| JB            | CMAS         |          | 2008.                        |
| JB            | CMAS         |          | 2009.                        |
| JB            | CMAS         | 142,16 m | 9. listopada 2010., Tenerife |
| JB            | CMAS         |          | 2011.                        |
| DYN pod ledom | Guinness     | 123m     | 3. ožujka 2017., Weissensee  |
| DYN BF        | AIDA         | 181 m    | 2019., Beograd               |

Ostali
Tandem
Lidija Lijić i Vitomir Maričić (Guinness; ronjenje na dah pod ledom u tandemu s perajama u daljinu (50 m), 2017.)
Najviši zaron na svijetu
2'45, Himalaja

## Osobni rekordi
| Disciplina | Disciplina    | Rezultat   | Organizacija |
| ---------- | ------------- | ---------- | ------------ |
|            |               |            |              |
| Vrijeme    | STA           | 5 min 43 s | AIDA         |
|            |               |            |              |
| Daljina    | DNF           | 152 m      | AIDA         |
| Daljina    | DYN           | 225 m      | AIDA         |
| Daljina    | DYN BF        | 199,3 m    | CMAS         |
| Daljina    | DYN pod ledom | 123 m      | Guinness     |
| Daljina    | JB            | 171,23 m   | CMAS         |
|            |               |            |              |
| Dubina     | CWT           | 20 m       | AIDA         |
| Dubina     | FIM           | 51 m       | CMAS         |

## Poveznice
- AIDA Hrvatski rekordi

## Vanjske poveznice
- Službene stranice Lidije Lijić Vulić  Arhivirana inačica izvorne stranice od 6. kolovoza 2018. (Wayback Machine)
- Službeni rezultati
- Hrvatski ronilački savez